# NGC 7249
NGC 7249 ist eine linsenförmige Galaxie vom Hubble-Typ S0 im Sternbild Kranich am Südsternhimmel. Sie ist schätzungsweise 531 Millionen Lichtjahre von der Milchstraße entfernt.
Das Objekt wurde am 4. Oktober 1834 von John Herschel entdeckt.